# Агаиани
Агаиани (груз. აღაიანი) — село в Грузии, на территории Каспского муниципалитета края (мхаре) Шида-Картли.

## География
Село находится в центральной части Грузии, на правом берегу реки Ксани, на расстоянии приблизительно 7 километров (по прямой) к востоку от города Каспи, административного центра муниципалитета. Абсолютная высота — 547 метров над уровнем моря.

## Население
По результатам официальной переписи населения 2014 года, в Агаиани проживало 1505 человек (739 мужчин и 766 женщин). В национальной структуре населения грузины составляли 91,4 %, азербайджанцы — 7,7 %, осетины — 0,3 %.
| Год  | Население, человек |
| ---- | ------------------ |
| 2002 | 1716               |
| 2014 | ↘ 1505             |